# Bobsleigh als Jocs Olímpics d'Hivern de 1964
Als Jocs Olímpics d'Hivern de 1964 celebrats a la ciutat d'Innsbruck (Àustria) es disputaren dues proves de bobsleigh, ambdues en categoria masculina, entre els dies 31 de gener i 7 de febrer de 1964 al Igls bobsleigh, luge, and skeleton track. Aquest esport retornà a la competició oficial després de la seva absència en els Jocs Olímpics d'Hivern de 1960 realitzats a Squaw Valley (Estats Units), l'única vegada que no ha format part del programa oficial.

## Resum de medalles
| Prova            | Or                                                                  | Argent                                                                              | Bronze                                                                             |
| Bobs a 2 Detalls | Regne Unit · Regne Unit IRobin Thomas Dixon · Anthony Nash          | Itàlia · Itàlia IISergio Zardini · Romano Bonagura                                  | Itàlia · Itàlia IEugenio Monti · Sergio Siorpaes                                   |
| Bobs a 4 Detalls | Canadà · Canadà IPeter Kirby · Doug Anakin · John Emery · Vic Emery | Àustria · Àustria IErwin Thaler · Adolf Koxeder · Josef Nairz · Reinhold Durnthaler | Itàlia · Itàlia IIEugenio Monti · Sergio Siorpaes · Benito Rigoni · Gildo Siorpaes |

## Medaller
| Posició | País       | Or | Argent | Bronze | Total |
| 1       | Canadà     | 1  | 0      | 0      | 1     |
| 1       | Regne Unit | 1  | 0      | 0      | 1     |
| 3       | Itàlia     | 0  | 1      | 2      | 3     |
| 4       | Àustria    | 0  | 1      | 0      | 1     |